# ヨシピィ・ダ・ガマ
ヨシピィ・ダ・ガマ（旧名：GAMA。本名：吉田雄介）は、日本のラッパー。 ヒップホップユニット「Lamp Eye」や「雷（後のKAMINARI-KAZOKU.）｣のメンバーであり、日本語ラップの代表曲『証言』では6番目のマイクを担当。
近年、表舞台では活動休止状態であったが、本人のSIDE KICKを務めていた土竜の2nd single LIVE THE LIFE YOU LOVE/土竜 feat.K-JACK,ヨシピィ-ダ-ガマで2015年7月22日に復活を果たしている。

## ディスコグラフィ

### ソロアルバム
- エネルギー革命 （2006年4月26日）

1. INTRO
2. 錬金
3. Ocean Cruse
4. まだまだこっから
5. SKIT feat.G.K.MARYAN
6. D
7. RE
8. RHYME SHOWTING
9. SKIT／feat.You The Rock☆
10. 色
11. Life Cruise
12. エネルギー革命
13. PASS DA LAMP／feat.D.O, SHINNOSK8, TSUN
14. Drive it
15. SKIT／feat.TWIGY
16. Wining Road／feat.48.9(RINO LATINA II, UZI, HAB I SCREAM, DJ PAT→504)
17. STORY

### その他の参加作品
- アルバム『Don't Turn Off Your Light』 MICROPHONE PAGER （1995年7月25日）
3. 東京地下道 ／ RINO, GAMA, Patric, G.K.MARYAN
- アルバム『THE SOUND TRACK '96』 YOU THE ROCK★ （1996年4月24日）
13. BLACK MONDAY '96 ／ feat, MIC MASTERZ（MACKA-CHIN, SHIKI, HAB, GAMA, YOTTY, E.G.G. MAN, RINO, G.K. MARYAN, PATRICK, DAMAGE, TWIGY, MUMMY-D, DEV LARGE）
- 証言 ／ Lamp Eye （1996年11月25日）
- オムニバス『えん突つサンプラー』 （2003年2月21日）
- アルバム『MONOHON SQUAD』 （2005年2月23日）
2. エネルギー革命リミックス （GAS CRACKERZ remix） ／ LAMP EYE, GAMA, RINO LATINA II
- アルバム『MONOHON SQUAD 2』 （2005年8月8日）
1. MONOHON SQUAD 2 （RL2, GAMA, DEN, MASARU, 565, NOB）
4. バカヤロウ （RL2, GAMA, DEN, NOB, SHINNOSK8）
- アルバム『II (THE SECOND)』 RINO LATINA II （2006年2月3日） 
12.一撃必中 ／ feat, HAB I SCREAM, GAMA, UZI, G.K.MARYAN, YOU THE ROCK★
- Mothaf**ka ／ G.K.MARYAN feat, MACKA-CHIN, GORE-TEX, GAMA （2007年）
- アルバム『330 More Answer No Question』 KAMINARI-KAZOKU.
16．ほっこりひょうたん島 ／ SHINNOSK8、G.K.MARYAN、YOU THE ROCK★、GAMA、D.O、YOTTY、RINO LATINA II & DJ YAS
- 幸 ／ HAB I SCREAM feat, 48.9 （＝ RINO LATINA II, ヨシピィ・ダ・ガマ, UZI）
- アンコール ／ HAB I SCREAM feat, ヨシピィ・ダ・ガマ, MC MUG, Mad Blooded, UZI, SHINNOSK8, 三宅洋平, タイプライター, GORI, RINO LATINA II, DEN, Takuto, Mummy-D, G.K.MARYAN, ZEEBRA
- LIVE THE LIFE YOU LOVE/ 土竜 feat.K-JACK,ヨシピィ-ダ-ガマ（2015年７月22日)[2]
- 飲んだくれ/土竜,K-JACK,Z.I.O-RAMA,ヨシピィダガマ（2016年/6月9日)

## 主な出演ライヴ
- BLACK MONDAY （1994年、西麻布ZOA）
- 暗夜行路 （1995年、芝浦GOLD）
- 亜熱帯雨林 （1995年、西麻布YELLOW）
- 鬼だまり （1996年、川崎クラブチッタ）
- さんピンCAMP （1996年、日比谷野外音楽堂）
- ZEEBRA 「The Live Animal in 武道館」（2008年11月、日本武道館）